# Coppa Placci 1963
La Coppa Placci 1963, tredicesima edizione della corsa, si svolse il 10 marzo 1963 su un percorso di 207 km. La vittoria fu appannaggio dell'italiano Ercole Baldini, che completò il percorso in 5h17'02", precedendo i connazionali Graziano Battistini e Alcide Cerato.

## Ordine d'arrivo (Top 10)
| Pos. | Corridore           | Squadra   | Tempo    |
| ---- | ------------------- | --------- | -------- |
| 1    | Ercole Baldini      | Cynar     | 5h17'02" |
| 2    | Graziano Battistini | I.B.A.C.  | s.t.     |
| 3    | Alcide Cerato       | Molteni   | s.t.     |
| 4    | Walter Martin       | I.B.A.C.  | s.t.     |
| 5    | Battista Babini     | Salvarani | s.t.     |
| 6    | Idrio Bui           | Lygie     | s.t.     |
| 7    | Alberto Assirelli   | Salvarani | s.t.     |
| 8    | Imerio Massignan    | Legnano   | a 51"    |
| 9    | Ottavio Cogliati    | Carpano   | s.t.     |
| 10   | Dino Liviero        | Lygie     | s.t.     |